# Hancăuți
Hancăuți es una comuna y localidad de Moldavia en el distrito (raión) de Edinet.

## Geografía
Se encuentra a una altitud de 158 m s. n. m. a 224 km de la capital nacional, Chisináu.

## Demografía
En el censo 2014 el total de población de la localidad fue de 990 habitantes.